# Gail Emms
Gail Elizabeth Emms (Hitchin, 23 de julio de 1977) es una deportista británica que compitió para Inglaterra en bádminton, en las modalidades de dobles y dobles mixto.
Participó en dos Juegos Olímpicos de Verano, obteniendo una medalla de plata en Atenas 2004, en la prueba de dobles mixtos (junto con Nathan Robertson), y el quinto lugar en Pekín 2008, en la misma prueba.
Ganó una medalla de oro en el Campeonato Mundial de Bádminton de 2006 y cinco medallas en el Campeonato Europeo de Bádminton entre los años 2002 y 2008.

## Palmarés internacional
| Representando al Reino Unido |                          |                   |              |
| Juegos Olímpicos             |                          |                   |              |
| Año                          | Lugar                    | Medalla           | Prueba       |
| 2004                         | Atenas (Grecia)          | Medalla de plata  | Dobles mixto |
| Representando a Inglaterra   |                          |                   |              |
| Campeonato Mundial           |                          |                   |              |
| Año                          | Lugar                    | Medalla           | Prueba       |
| 2006                         | Madrid (España)          | Medalla de oro    | Dobles mixto |
| Campeonato Europeo           |                          |                   |              |
| Año                          | Lugar                    | Medalla           | Prueba       |
| 2002                         | Malmö (Suecia)           | Medalla de plata  | Dobles mixto |
| 2004                         | Ginebra (Suiza)          | Medalla de oro    | Dobles mixto |
| 2006                         | Den Bosch (Países Bajos) | Medalla de oro    | Dobles       |
| 2008                         | Herning (Dinamarca)      | Medalla de plata  | Dobles       |
| 2008                         | Herning (Dinamarca)      | Medalla de bronce | Dobles mixto |